# Binjawadgi, Hungund
Binjawadgi là một làng thuộc tehsil Hungund, huyện Bagalkot, bang Karnataka, Ấn Độ.